# Happy Ness
Happy Ness est une sitcom tunisienne en soixante épisodes de 8 minutes créée et réalisée par Majdi Smiri, diffusée du 10 juillet 2013 au 30 juillet 2014 sur Ettounsiya TV puis Hannibal TV.
Chaque épisode est écrit par un scénariste différent lui apportant son point de vue et sa créativité et permettant à la série de se renouveler sans cesse.

## Synopsis
Filmé dans le même décor, une cuisine américaine ouvrant sur un salon spacieux, la sitcom raconte de manière humoristique le quotidien d'une famille tunisienne ordinaire composée de quatre personnages : Hsouna (Lotfi Abdelli), Manou (Saoussen Maalej) et leurs deux enfants, Farah et Aziz.

## Fiche technique
- Réalisation : Majdi Smiri
- Production : Underground production et Master Group
- Scénario : Majdi Smiri et Melek Belhaj
- Genre : Comédie
- Diffusion : Ramadan 2013 sur Ettounsiya TV et 2014 sur Hannibal TV
- Nombre d’épisodes : 60
- Durée moyenne de l'épisode : 8 minutes

## Distribution
- Hsouna (Lotfi Abdelli) : La quarantaine, père de famille et instituteur dans une école primaire, il est plutôt du genre à laisser sa femme faire les choses. Macho, prétentieux et orgueilleux, mauvais perdant et souvent désobligeant envers son épouse, il aime se jouer de ses exigences et de ses manies. Il adore le football et le sport en général.
- Manou (Saoussen Maalej) : Femme de Hsouna, âgée de 40 ans, elle est anesthésiste et mieux payée que son mari, ce qu'elle n’hésite pas à lui rappeler. Elle est légère, coquette, jalouse et impulsive, hystérique parfois. Elle s'énerve facilement, pleure pour un rien et a tendance à rendre son mari responsable de tout.
- Aziz (Youssef Mrabet) : Âgé de 10 ans, il est très turbulent et paresseux. À l’école, il est connu pour ses bêtises et ses résultats scolaires calamiteux. Sa plus grande passion sont les jeux vidéo. Il n'hésite pas à employer toutes les manières possibles pour obtenir ce qu'il veut.
- Farah (Lydia Asli) : Aînée des enfants, âgée de 13 ans, elle est intelligente mais paresseuse et gâtée par son père. Particulièrement coquette, elle est obsédée par son apparence, le shopping et les garçons. Elle rêve de devenir actrice professionnelle comme sa voisine Meriem Ben Mami.
- Dalila (Jouda Najah) : Dalila est la maman de Manou, incarnant la femme tunisoise par excellence. Toujours en conflit avec son beau-fils Hsouna, elle a pour meilleure arme l’humour et n’hésite pas à s’en servir en le taquinant sans cesse.